# Тревога (филм)
„Тревога“ е български игрален филм (драма) от 1950 година на режисьора Захари Жандов, по сценарий на Орлин Василев и Анжел Вагенщайн. Оператори са Емил Рашев и Захари Жандов. Създаден е по пиесата „Тревога“ на Орлин Василев. По същата пиеса е създадена и операта „Тревога“. Музиката във филма е композирана от Любомир Пипков. Филмът може да бъде характеризиран като първата българска антифашистка драма.
В малката роля на немски офицер във филма „Тревога“, дебютира като студент Коста Цонев.
Захари Жандов: „Снимах само филми, в които съм влюбен“.

## Творческа история
Петдесетте години са доминантни за Захари Жандов. Тогава по негови постановки се появяват и първите художествени филми на младото българско кино. И тук той е не само пионер, но и създател на безспорни художествени завоевания. Първият от тях е филмът „Тревога“ по пиесата на Орлин Василев, преработена сценарно от Анжел Вагенщайн. През Втората световна война стълкновението на идеите е прерасло в стълкновение на оръжията. В България се води борба срещу силите на фашизма. Естествено, че в тази борба трудно може да се запази някакъв „политически неутралитет“. И Витан Лазаров, героят на филма, върху собствения си жизнен опит преодолява илюзията за аполитичност. Това е водещата, тогава остро актуална идея на филма „Тревога“. Заслугата на Жандов като режисьор е, че съумява с усета на истински художник да тушира неизбежните за онова време тезисно прокламирани съждения на героите на филма и в една психологическа интерпретация да им придаде житейска достоверност. Под ръководството на Жандов артистите Стефан Савов, в ролята на Витан Лазаров, и Ганчо Ганчев, в ролята на Черния капитан, изграждат пълнокръвни художествени образи, които стават класически в нашето киноизкуство.
„Тревога“ има не само голям зрителски успех в страната, но получава и международно признание на фестивала в Карлови Вари – Чехия. Още през 1951 година „Тревога“ изразява художествено-идейните брожения на българското общество след войната, защитава остро политическата тема на филма в един реалистично интерпретиран сюжет, богат на социални и хуманитарни истини. Жандов стихийно преодолява навеите на схематизма.

## Сюжет
Действието се развива в София, 1941 г. Бившият агроном Витан Лазаров посреща в стопанството си „Земен рай“ своя син Борис – царски офицер, завърнал се от Сърбия. Между бащата – миролюбиво настроен дребен буржоа, сина – фашист, и зетя – комунист, се завързва спор за интересите на България. Зетят, инженер Сава Величков, е член на нелегална комунистическа организация, в която става провал. Полицията арестува жена му Лили. Борис урежда освобождаването на сестра си, но е принуден да подаде оставка. Сава отива при партизаните. София, 1944 г. – в дома на Лазарови гостуват германски офицери. От разговора им Лили научава ценни сведения. Чрез Сава тя ги предава на партизаните и те провеждат успешна акция за набавяне на оръжие. При бомбардировка над София къщата на Лазарови е разрушена. Семейството заминава за село, където Борис е жандармерийски офицер. Тук бащата научава, че прозвището на сина му е „Черният капитан“ и случайно присъства на кървав разпит, воден от Борис. Възмутен, Витан Лазаров удря плесница на сина си пред всички. Партизаните нападат селото и освобождават задържаните антифашисти. Борис е застрелян. Селото празнува. Съветските войски преминават Дунава. Народът посреща Червената армия.

## От пиесата към филма
Реализацията на сценария „Тревога“ (1951) от режисьора Захари Жандов си поставя амбициозни идейно-художествени задачи. От филма се изисква да осмисли сложността на едно твърде живо в колективната памет на обществото близко минало. Очаква се преди всичко да бъдат показани мащабите и размаха на антифашистката съпротива, да се разкрие нейната идейна основа, да се изгради художествено убедителен образ на героя антифашист. И не на последно място, това трябва да е произведение, чиито професионални качества да са съизмерими със стандартите на тогавашното съветско кино. Веднага следва да се подчертае, че кинематографичните търсения на режисьора-дебютант, особено при неизбежните съпоставки с „Калин Орелът“, се опират върху далеч по-съдържателен драматургически материал. Сюжетната основа е много по-богата на конфликти и драматични човешки характери и предлага чудесен материал за по-сложно психологическо изграждане на образите.
Сценарият се опира върху текста на едноименната пиеса на Орлин Василев, която в онези години критиката сочи като завоевание на следвоенната ни драматургия. Над него първоначално работят Орлин Василев, Захари Жандов и Боян Дановски, но след поредица обсъждания на най-различно административно равнище Боян Дановски се оттегля, а окончателното драматургично решение е поверено на дебютиращия сценарист Анжел Вагенщайн. Той запазва в основни линии фабулата на пиесата без да следва буквално първоизточника и внася допълнителни акценти, чрез които търси по-ясно изразено политическо звучене на материала в духа на изискванията към бъдещата екранизация.
Действието в пиесата е концентрирано около моралната драма на бившия офицер от царската армия Витан Лазаров, а конфликтите са ограничени в рамките на неговото семейство. Героят не приема реалността на войната, както и трайната обвързаност на децата му с актуалните политически практики – синът му Борис е жандармерийски офицер и отявлен главорез, а дъщеря му Лили е омъжена за нелегален комунистически функционер. Затова Витан Лазаров търси убежище в спокойствието на индивидуалната си отчужденост от света на голямата политика. Всичко това е пренесено от пиесата в сценария, но са направени известни фабулни промени и са изместени основните акценти. Витан Лазаров се превръща от царски офицер в пенсиониран агроном, а неговият зет, инженер Величков, е представен като отговорен ръководител на нелегална група. Стремежът на младия драматург е да подчертае и изведе на преден план внушения за „основните движещи обществено-политически сили и събития“, които да са в съзвучие с ортодоксалните политически изисквания към бъдещия филм. Семейната драма трябва да прерасне в епичен апотеоз на антифашистката съпротива – такава е задачата, която пряко обслужва тогавашните партийни постановки. 
Орлин Василев и Анжел Вагенщайн пристъпват към екранизацията на пиесата със съзнанието за необходимостта да преодолеят нейната тясна семейно-морална постройка, в която за сметка на богата лична драма на неутралния Витан Лазаров остават на заден план основните движещи обществено-политически сили и събития. А само тези събития и сили могат и трябва да разкрият типичното в съответните характери, убедително да покажат разслоението на дребната и средната буржоазия прези периода на хитлеристката окупация. Така разрешен, сценарият разчупва рамката на пиесата и осмисля моралната драма чрез обществените събития, без които филмът не би могъл да покаже и да изясни основната идея. 
Също като „Калин Орелът“ „Тревога“ е екранизация на успешна постановка на Народния театър, осъществена от Боян Дановски по пиесата на Орлин Василев. Стефан Савов, изпълнител на ролята на Витан Лазаров и във филма, и в постановката, споделя: „Дори и текстът във филма, с много малки изключения и някои сцени, които имаше във филма, а в пиесата нямаше, беше същият както в пиесата. Така че образът на Витан Лазаров за мене не представляваше трудност, а следователно нямахме репетиции с режисьора. Играех ролята така, както в пиесата. Само че аз никога не забравих, че играя пред апарата. 

## Критика към филма
В първите критически отзиви след премиерата на „Тревога“ неудовлетворението е продиктувано най-вече от явната несполука с образите на комунистите. Като смислова и художествена антитеза на т.нар. „отрицателни персонажи“, те изглеждат прекалено бледи и неизразителни. Видно е, че създателите на филма са затруднени както от изискванията тъкмо тези образи да изразяват жизнената привлекателност на „положителните герои“, така и от сковаващите естетически норми и примитивната социологическа оголеност на посланията. Замислени като образи, които трябва да защитават тезата за ръководната роля на комунистическата партия в борбата срещу фашизма, те не надхвърлят функцията си на рупор на определени идеи. Липсата на задълбочена индивидуална психологическа мотивировка при изграждането им, оскъдният драматически заряд, тяхната смислова обремененост с директни внушения са истинската първопричина за художествената им неубедителност, а не само неопитността на дебютантите във филма. 
Публикувани са две статии: „Грешки и поуки“ на Лозан Стрелков и „Необходими изводи за кино критиката“, които оборват рецензиите, появили се непосредствено след премиерата на филма, определили го като художествено неубедителен. И двата текста, излезли месеци след премиерата, изтъкват „големите постижения на филма „Тревога“ от гледна точка на идеологическата му ефективност и се отказват от естетически претенции към него. Още на този етап българската кино критика е разбрала, че оттук нататък филмите ще се оценяват преди всичко съобразно пропагандната им полезност, а не според художествени критерии. Александър Янакиев, в статия с многозначителното заглавие „Механизмите на сплашването“, разглежда полемиката около „Тревога“ като симптоматична за прилагането на определен механизъм на сплашване както на творците кинематографисти, така и на оценяващите работата им кино критици. Проследявайки етапите на осмисляне и преосмисляне на критическите оценки за „Тревога“, Янакиев пише: „Това е първата проява на механизма, който ще действа през следващите десетилетия почти безотказно. Сценарият е следният. Обикновено в някое от многобройните литературни издания се появява редакционна статия или авторски материал от човек, който не е съвсем пряко свързан с киното. Понякога следва полемика, а в други случаи направо се „вземат мерки“ – излизат постановления, решения, спират се филми, прекършват се човешки съдби...“ 

## Постижения и новаторство във филма
„Тревога“ е важна крачка в професионалното израстване на българското кино. Като реализация той е с няколко класи над „Калин Орелът“. При това става дума не просто за постигането на определени технически параметри - монтаж, изображение и звук. В режисьорския почерк на Захари Жандов се усеща въображението на оригинален творец, който доказва и с дебюта си в игралното кино, че умее да мисли в образи. Още в документалните си филми Жандов демонстрира вкус към визуални решения, в които има настроение и динамика, но също така носят и определена символика. Това качество на режисурата му се откроява и в постановката на масовите сцени в „Тревога“. Те са изградени с размах, непознат до този момент, реализирани са с усет за пластичните възможности на екрана. Операторските решения бележат ново естетическо качество, което сближава българското кино с модерните европейски практики от началото на 50-те години.
Определени постижения има и по отношение на монтажно-ритмичното изграждане на творбата, която не на последно място въздейства и чрез динамиката на повествованието си. Наративната структура на филма изразява един по-модерен маниер за структуриране на фабулата, който разчита не само на текста, но и на специфични филмови изразни средства. Сценарият в голяма степен преодолява статистиката и театралната условност на диалога. Авторите залагат на по-пестеливото му използване при характеристиката на ситуации и персонажи, както и на по-живите фразеологични конструкции.. Музиката на Филип Кутев прави крачка напред в усилията да се преодолее илюстративността, характерна за предишните опити на киното ни. Симфоничният подход на композитора позволява да се предаде допълнителен драматизъм на конфликтите и характерите, с което се постига повече емоционалност в поднасянето на отделни ситуации или образи.
С „Тревога“ се залага началото на един от основните тематични раздели в репертоарната политика на социалистическата ни кинематография – антифашистките филми. С това произведение започва съграждането на митологията и образната символика, които години наред ще определят съдържанието на този важен тематичен сегмент. На първо място трябва да се подчертае идеализацията на т.нар. „положителни герои“. Те са представени в светлина, която ги извисява над подробностите на бита и обстоятелствата. Те изричат само нужните и „правилни“ идеологически послания, въплъщавайки пропагандната представа за непогрешимост и преданост към идеала. Героичната поза, предсказуемата назидателност на действията им ги превръщат в клиширани оръжия за масова идеологическа манипулация.
На другия полюс са техните идейни антиподи, които задължително се афишират като персонифицирана еманация на Злото. Демонизирани като носители на фалшиви морални ценности, образите на „отрицателните герои“ в скалата на идеологическите и моралните внушения са огледално симетрични спрямо техните опоненти. Постъпките им са израз и въплъщение на грубата сила и издават липсата на възвишени цели. Те излъчват само негативни послания. И докато спрямо „положителните герои“ авторите на филма търпят поражение в идейно-художествен план, то при създаването на образите-антиподи постигат и някои запомнящи се резултати. Сред тях с най-ярко въздействие и сила на внушение е образът на Борис Лазаров в изпълнението на Ганчо Ганчев.
Устойчивостта на тези типове образи във времето се оказва наистина силна. Те преминават от филм във филм, създавайки свят на условни персонажи и конфликти, който трайно атакува възприятието на аудиторията с еднозначни клишета и формира нейните силно идеологизирани стереотипи на мислене. 

## Актьорски състав
В главните роли:
- Стефан Савов – Витан Лазаров
- Надя Станиславска – Райна Лазарова
- Ганчо Ганчев – Борис Лазаров, черният капитан
- Димитър Гачев – Сава Величков
- Каролина Ганчева – Лили Величковва
- Георги Банчев – Добри
- Рангел Вълчанов – Бойко

Участват и:
- Стефан Пейчев
- Любомир Бобчевски
- Любослав Стефанов
- Димитър Стратев
- Вили Бъчваров
- Кунка Баева – една от задържаните
- Асен Миланов – провокатор
- Стефан Великов
- Борис Ефтимов
- Петко Карлуковски
- Васил Катеров
- Тамара Вълкова
- Никола Динев
- Иван Тонев
- Георги Раданов
- Дамян Кондов
- Атанас Божинов
- Найчо Петров
- Йордан Адамов
- Александър Бичев
- Коста Цонев – немски офицер (не е посочен в надписите на филма)

и др.
В масовите сцени участват работници и селяни от град Берковица, село Бързия – Берковско и др.
Филмът е заснет със съдействието на Народната войска.

## Творчески и технически екип
- Режисьор – Захари Жандов

(като Захарий Жандов)
- Сценарий – Орлин Василев, Анжел Вагенщайн (по пиесата „Тревога“ на Орлин Василев)
- Оператори – Емил Рашев, Захари Жандов (като Захарий Жандов)
- Художник – Асен Попов
- Музика – Любомир Пипков
- Втори режисьори – Димитър Грънчаров (като Димитър Гранчаров), Продан Ортодоксиев
- Помощник-режисьори – Александър Благоев, Огнян Данаилов, Емилия Маринович
- Втори оператор – Димитър Пенев
- Помощник-оператори – Васил Кацев, Васил Младенов, Георги Славчев, Панка Малеева
- Монтаж – Маргарита Попова, Катя Василева, Кристина Вазова
- Грим – Татяна Попова, Надя Стефанова, Агнес Казасова
- Осветление – Васил Палашев, Арман Мечикиян
- Архитект – Владимир Брънеков
- Художници изпълнители – Христо Велков, Любен Тръпков
- Звукозапис – Димитър Димитров, Николай Попов, Георги Кръстев, Иван Халачев
- Консултанти – Веселин Андреев, Стефан Топалджиков, полк. Ради Томов, майор Борис Чолпанов
- Музиката изпълнява Софийската държавна филхармония с диригент Васил Стефанов
- Директор на продукцията – Никола Вълчев

## Награди
- Димитровска награда в лицето на Захари Жандов, Емил Рашев, Любомир Пипков и актьорите Стефан Савов и Ганчо Ганчев (1951).
- Наградата „Борба за свобода“ на VI Международен филмов фестивал (Карлови Вари, Чехословакия, 1951).